# Burning Rangers
Burning Rangers (バーニングレンジャー?) è un videogioco sviluppato nel 1998 da Sonic Team per Sega Saturn.

## Trama
Shou Amabane e Tillis sono due nuove reclute che entrano a far parte dei Burning Rangers, una squadra di vigili del fuoco. Oltre a trarre in salvo gli abitanti dagli incendi, i pompieri si troveranno a dover difendere la Terra da una minaccia aliena.

## Doppiaggio
| Personaggio                                        | Seiyū             |
| -------------------------------------------------- | ----------------- |
| Shou Amabane (ショウ・アマバネ?)                   | Hikaru Midorikawa |
| Tillis (ティリス?)                                 | Yūko Miyamura     |
| Chris Parton (クリス・パートン?, Chris Partn)      | Hiroko Kasahara   |
| Reed Phoenix (リード・フェニックス?, Lead Phoenix) | Tomokazu Seki     |
| Big Landman (ビッグ・ランドマン?)                  | Ryūzaburō Ōtomo   |
| Ilia Klein                                         | Aya Hisakawa      |